# Islutschinsk
Islutschinsk (russisch Излу́чинск) ist eine Siedlung städtischen Typs im westsibirischen Autonomen Kreis der Chanten und Mansen/Jugra (Russland) mit 17.399 Einwohnern (Stand 14. Oktober 2010).

## Geographie
Die Siedlung liegt im Westsibirischen Tiefland etwa 420 Kilometer (Luftlinie) östlich des Verwaltungszentrums des Autonomen Kreises Chanty-Mansijsk am rechten Ufer des Wach unweit dessen Mündung in den Ob.
Islutschinsk gehört zum Rajon Nischnewartowsk; dessen Verwaltungszentrum, die Großstadt Nischnewartowsk, liegt knapp 20 Kilometer westlich. Zur administrativen Einheit Städtische Siedlung Islutschinsk gehört auch das Dorf Bolschetarchowo, das flussaufwärts am linken Wach-Ufer liegt.

## Geschichte
Die Siedlung entstand in den 1980er Jahren im Zusammenhang mit der Errichtung des nordöstlich gelegenen Wärmekraftwerkes Nischnewartowsk (Nischnewartowskaja GRES).
1988 wurde der Status einer Siedlung städtischen Typs verliehen, deren Name vom russischen Wort islutschina für Flussschlinge abgeleitet ist. 1993 nahm das Kraftwerk den Betrieb auf. der zweite Block 2003.
In den letzten Jahren entwickelte sich der Ort auf Grund seiner modernen Anlage zu einem gefragten Wohngebiet der hauptsächlich in der Erdölindustrie tätigen Bevölkerung des Gebietes um Nischnewartowsk.

### Bevölkerungsentwicklung
| Jahr | Einwohner |
| ---- | --------- |
| 1989 | 9.646     |
| 2002 | 15.505    |
| 2010 | 17.399    |

Anmerkung: Volkszählungsdaten

## Kultur und Sehenswürdigkeiten
Ende der 1990er Jahre wurde am Ufer des Wach die fünfkupplige russisch-orthodoxe Nikolai-Kirche (церковь Николая Угодника/zerkow Nikolaja Ugodnika) mit Glockenturm erbaut.

## Wirtschaft und Infrastruktur
Größter Betrieb ist das Wärmekraftwerk Nischnewartowsk mit einer Leistung von 1600 Megawatt, das als Aktiengesellschaft betrieben wird, die seit 2006 vom Energieversorger OGK-1 kontrolliert wird (die restlichen 25 % plus eine Aktie gehören TNK-BP). Daneben gibt es Betriebe der Bauwirtschaft.
Es besteht Straßenverbindung nach Nischnewartowsk, wo sich auch die nächstgelegenen Eisenbahnstation (Endpunkt einer Strecke von Surgut) und ein Flughafen befinden. Unmittelbar südlich führt an Islutschinsk die Straße von Nischnewartowsk in das Erdölförderzentrum Streschewoi in der benachbarten Oblast Tomsk vorbei. Der Wach wird hier im Verlauf der Straße in der eisfreien Periode von einer Pontonbrücke überquert; eine feste Brücke ist in Bau.